# Perseguição de Diocleciano

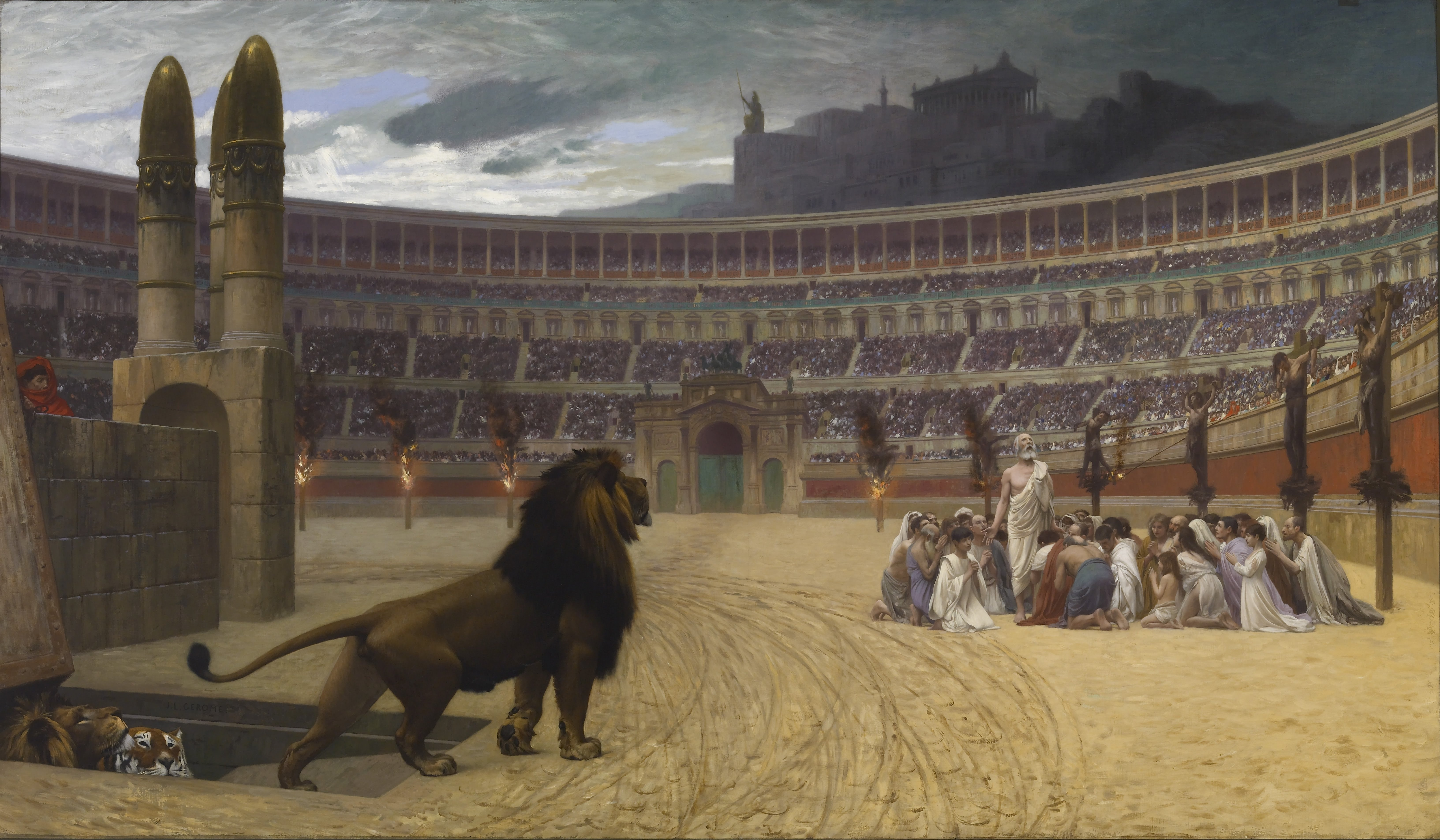
A última oração dos mártires cristãos, por Jean-Léon Gérôme (1883). A Perseguição de Diocleciano tinha o único fim de travar a rápida expansão do cristianismo, e terá sido a mais violenta de todas

A perseguição de Diocleciano ou "Grande Perseguição" foi a última e talvez a mais sangrenta perseguição aos cristãos no Império Romano.[Nota a] Em 303, o imperador Diocleciano e seus colegas Maximiano, Galério (r. 293–311) e Constâncio Cloro (r. 293–306) emitiram uma série de éditos em que revogavam os direitos legais dos cristãos e exigiam que estes cumprissem as práticas religiosas tradicionais.[N. b] Decretos posteriores dirigidos ao clero exigiam o sacrifício universal, ordenando a realização de sacrifícios às divindades romanas. A perseguição variou em intensidade nas várias regiões do império: as repressões menos violentas ocorreram na Gália e Britânia, onde se aplicou apenas o primeiro édito; enquanto as mais violentas se deram nas províncias orientais. Embora as leis persecutórias fossem anuladas por diversos imperadores nas épocas subsequentes, tradicionalmente o fim das perseguições aos cristãos foi marcado pelo Édito de Milão de Valério Licínio e Constantino, o Grande.
Os cristãos eram alvo de discriminação a nível local no Império, embora os primeiros imperadores se mostrassem renitentes a formular leis gerais contra eles. Não foi senão na década de 250, durante os reinados de Décio e Valeriano, que este tipo de leis começou a ser aprovado. Com esta legislação, os cristãos viram-se obrigados a sacrificar aos deuses pagãos ou a enfrentar a prisão e pena de morte. Depois da chegada ao trono de Galiano em 260, estas leis foram abolidas. A ascensão ao sólio imperial de Diocleciano — um camponês da Dalmácia — em 284, após o assassinato de Numeriano, não marcou um regresso imediato ao desprezo pelo cristianismo, mas prenunciou uma mudança gradual nas atitudes oficiais para com as minorias religiosas. Nos primeiros quinze anos do seu reinado, Diocleciano purgou o exército de cristãos, condenou os maniqueístas à morte e fez-se rodear de opositores públicos ao cristianismo. A preferência de Diocleciano por um governo de cariz pró-activo, combinada com a sua autoimagem de restaurador do glorioso passado de Roma, despoletaram a mais terrível perseguição na história de Roma. No inverno de 302, Galério pressionou Diocleciano para iniciar uma perseguição geral dos cristãos. Diocleciano, que não estava de todo convencido da sua utilidade e oportunidade, consultou o oráculo de Apolo. A profecia do oráculo foi interpretada como um apoio à posição de Galério e a perseguição generalizada iniciou-se em 24 de fevereiro de 303.
As discrepâncias no zelo com que os decretos foram cumpridos nas várias províncias do império deveram-se às posições pessoais dos diferentes tetrarcas. Enquanto Galério e Diocleciano foram ávidos perseguidores, Constâncio não se revelou muito entusiasta: éditos persecutórios posteriores, incluindo a chamada ao sacrifício universal, não foram aplicados nos seus domínios. O seu filho, Constantino, após a sua entronização em 306, restaurou a legalidade dos seguidores do cristianismo e devolveu-lhes as propriedades que lhes tinham sido confiscadas durante a perseguição. Nesse mesmo ano, na península italiana, o usurpador Magêncio (r. 306–312) substituiu o sucessor de Maximiano, Valério Severo (r. 305–307), prometendo ao povo total tolerância religiosa. Galério deu por finalizada a perseguição no Oriente em 311. Contudo, esta foi retomada no Egito, Palestina e Ásia Menor pelo seu sucessor, Maximino Daia (r. 305–313). Constantino e Licínio, o sucessor de Severo, assinaram o Édito de Milão em 313, que oferecia uma aceitação mais abrangente da Religião Cristã do que a proposta pelo Édito de Tolerância de Galério. Licínio expulsou Maximino em 313, finalizando assim a perseguição no Oriente.
A Grande Perseguição não logrou controlar o crescimento da Igreja. Em 324, Constantino era o único governante do império e o cristianismo era agora a religião por ele mais favorecida. Embora a perseguição tenha resultado nas mortes de 3 000 cristãos — de acordo com estimativas recentes —, assim como na tortura, encarceramento ou deslocação de muitos outros, a maioria dos cristãos escaparam às punições imperiais. Todavia, a perseguição conduziu à divisão interna entre aqueles que tinham colaborado com as autoridades (os "traditores") e aqueles que se tinham mantido "puros". Alguns cismas, como o dos donatistas no norte de África e o dos melecianos no Egito, persistiram mesmo após o fim das perseguições. Os donatistas, por exemplo, não se reconciliaram com a Igreja senão depois de 411. Nos séculos posteriores, alguns cristãos criaram um "culto dos mártires" e exageraram as barbaridades praticadas na era das perseguições. Estes testemunhos foram criticadas durante o Renascimento e depois, de forma notável, por Edward Gibbon no século XVIII. Historiadores modernos, como o marxista Geoffrey de Sainte Croix, continuaram esta tendência, procurando definir até que ponto vai o exagero que, porventura, permeia a perspectiva transmitida pelas fontes cristãs contemporâneas da perseguição de Diocleciano.

## Contexto

### Antecedentes
Desde a sua primeira aparição até à legalização durante o mandato de Constantino, o Grande, o cristianismo foi considerado como uma religião ilegal para o estado romano, mas não constituía nenhum problema especial, uma vez que parecia ser uma variante do judaísmo, que era religio licita Durante os dois primeiros séculos da sua existência, o cristianismo e os seus praticantes tinham demonstrado ser impopulares junto do público em geral. Desta forma, os cristãos eram sempre suspeitos, e, quais membros de uma "sociedade secreta", comunicavam entre si com códigos confidenciais mantendo-se à margem da esfera social. Certamente se poderia então afirmar que não foram as acções legais a causa das primeiras perseguições, mas muito mais a hostilidade popular, observável na ira das massas. Em Lugduno (atual Lião) em 177, só a intervenção das autoridades civis deteve uma horda pagã cujo propósito era retirar os cristãos das suas casas e linchá-los. O governador de Bitínia e Ponto, Plínio, o Jovem, recebeu numerosas listas de denúncias feitas por cidadãos anónimos, as quais o imperador Trajano recomendou ignorar.
Para os seguidores dos cultos tradicionais, os cristãos eram como "criaturas estranhas": não de todo romanas, embora nem de todo bárbaras. As suas práticas representavam, em grande medida, uma ameaça para os ritos mais tradicionais do povo romano. Os cristãos, por seu lado, recusavam as festas públicas, negavam-se a participar no culto imperial, evitavam os cargos públicos e criticavam inclusivamente, de forma pública, as tradições antigas do próprio império. As conversões destruíam as famílias: Justino Mártir fala de um homem pagão que denunciou a sua esposa cristã, deserdando-a assim com aos seus filhos por se converterem em cristãos. A religião tradicional romana estava entranhada intimamente na sociedade e estado romanos, e os cristãos negaram-se a observar as suas práticas.[N. c] Nas palavras de Tácito, os cristãos mostravam "o ódio da raça humana" (odium generis humani). Entre os mais crédulos, acreditava-se que os cristãos faziam uso de magia negra na consecução de objectivos revolucionários, assim como na prática do incesto e do canibalismo.
No entanto, nos dois primeiros séculos da era cristã, nenhum imperador emitiu leis contra a fé ou a sua Igreja. Conforme iam ocorrendo, as perseguições eram realizadas sob a autoridade dos funcionários de governos locais, sendo apenas esporádicas e não sistemáticas, e dirigidas contra pessoas ou grupos isolados. Assim, a primeira perseguição foi a do imperador Nero (r. 54–68), dirigida à comunidade romana. Na de Bitínia e Ponto em 111, o governador imperial, Plínio foi o responsável por levar a cabo o fustigamento, enquanto que em Esmirna (Izmir) em 156 e em Escílis, perto de Cartago, em 180, foi o procônsul o encarregado de a dirigir; finalmente, em Lugduno em 177, o governador da província foi quem esteve encarregue de semelhante ofício. Certamente, o facto de Nero ter executado cristãos pela sua alegada implicação no incêndio do ano 64 — um assunto puramente local —, não significou que a série de execuções necessariamente se deveria estender além dos limites da cidade de Roma. Embora estas primeiras perseguições fossem violentas, ao mesmo tempo eram esporádicas, breves e de alcance limitado. Em conjunto, não eram mais que uma ameaça limitada para o cristianismo. O próprio capricho da acção legal, porém, fez com que a ameaça da coacção do estado tivesse maior importância na imaginação cristã.

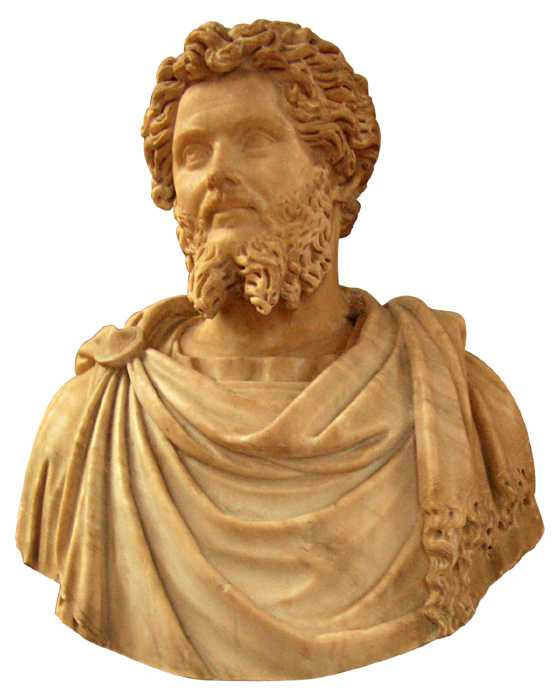
Septímio Severo r., mais de um século antes da perseguição de Diocleciano, já publicara um rescrito geral que proibia a conversão ao judaísmo ou ao cristianismo

No século III, a situação mudou. Os imperadores eram mais activos e os representantes governamentais começaram a perseguir activamente os cristãos, em vez de simplesmente responder às solicitações das multidões. Não obstante, o cristianismo também registou mudanças. Por exemplo, os seus praticantes já não eram as simples "classes baixas que fomentavam o descontentamento"; de facto, alguns cristãos eram agora ricos, ou de alta linhagem. Orígenes, num escrito que data aproximadamente do ano 248, conta acerca da "multidão de pessoas que se convertem à fé, incluindo homens ricos e pessoas com posições de honra, e damas de refinamento e origens superiores". De forma paralela, a reacção legal não tardou em aumentar de forma gradual. Em 202, segundo a História Augusta (um texto de fiabilidade duvidosa que abarca um total de quatro séculos), Septímio Severo (r. 193–211) publicou um rescrito geral proibindo a conversão ao judaísmo ou ao cristianismo. Maximino Trácio (r. 235–238), por outro lado, tinha como objectivo os líderes cristãos.[N. d] Finalmente, Décio (r. 249–251), exigindo uma demonstração de apoio à fé, proclamou que todos os habitantes do Império deveriam realizar sacrifícios para os deuses, comer carne sacrificada e testemunhar estes actos. Há que referir que os cristãos eram obstinados quanto ao seu incumprimento. Os líderes da igreja, como Fabiano, bispo de Roma, e Bábilas, bispo de Antioquia, foram presos e executados como membros da laicidade cristã, tal como Piónio de Esmirna.[N. e] O teólogo cristão Orígenes foi torturado durante a perseguição e morreu aproximadamente um ano depois devido às feridas recebidas. Muitos outros, designados por lapsi, cederam por temor, quer sacrificando efectivamente, quer queimando incenso, ou obtendo certificados falsos de cumprimento de sacrifícios às divindades romanas.
A perseguição de Décio foi um duro golpe para a Igreja. Em Cartago, houve apostasia em massa (renúncia de fé). Em Esmirna, o bispo Euctémon sacrificou e convenceu outros a fazer o mesmo. Devido à Igreja ser em grande parte urbana, deveria ter sido fácil identificar, isolar e destruir a sua hierarquia. No entanto, tal não foi assim: em junho de 251, Décio morreu em batalla, deixando a perseguição incompleta. As suas perseguições não continuariam durante pelo menos seis anos, permitindo assim que a Igreja retomasse certas funções. Valeriano, amigo de Décio, tomou o comando imperial em 253; embora demonstrasse em primeira instância ser um "excepcional amigo" dos cristãos, as suas acções cedo demonstraram o oposto. Em julho de 257, proclamou um novo édito persecutório. Como castigo por seguir a fé cristã, os cristãos enfrentaram o exílio ou a condenação a trabalhos forçados nas minas. Em agosto de 258, emitiu um segundo édito, fazendo com que o castigo fosse a morte. No entanto, esta perseguição também se viu minimizada em junho de 260, quando Valeriano foi capturado em batalha e, posteriormente, assassinado. O seu filho Galiano (r. 253–268) terminaria a perseguição, inaugurando uma "pequena paz para a Igreja". A paz não seria perturbada, salvo por perseguições isoladas e ocasionais, como o da Legião Tebana em que uma legião inteira se terá convertido em massa ao cristianismo tendo os soldados sido martirizados juntos em 286, de acordo com as hagiografias de Maurício de Tebas, até Diocleciano se converter em imperador.

### Perseguição e ideologia tetrárquica
Diocleciano, proclamado imperador em 20 de novembro de 284, foi um conservador religioso, ou seja, era fiel ao tradicional culto romano. De modo distinto de Aureliano (r. 270–275), Diocleciano não adoptou nenhum novo culto; de facto, preferiu sempre os deuses mais antigos, isto é, as divindades olímpicas. No entanto, Diocleciano desejava inspirar um ressurgimento religioso a nível geral. Como o panegírico de Maximiano declararia: "Deves honrar os deuses com altares e estátuas, templos e oferendas, e dedicá-los com o teu próprio nome e imagem, cuja santidade se incrementa pelo exemplo que dês, de veneração pelos deuses. Seguramente, os homens agora entendem que o poder reside nos deuses, quando os adoras com tanto fervor". Como parte dos seus planos para o ressurgimento, Diocleciano investiu em edifícios religiosos. Um quarto de todas as inscrições no seu reinado faz referência às reparações dos templos no norte de África entre 276 e 395. Diocleciano auto-proclamou-se a um nível equiparável ao do líder do parténon romano, Júpiter, enquanto que o seu coimperador, Maximiano, se autoproclamou como o próprio Hércules. Esta ligação entre divindades e imperador ajudaria a legitimar as reclamações dos imperadores em relação ao poder e ligou de igual forma o governo imperial, de um modo mais chegado, ao culto tradicional.
Diocleciano não favorecia apenas Júpiter e Hércules, o que teria sido uma mudança drástica na tradição pagã. Por exemplo, Heliogábalo tinha tentado fomentar a sua própria divindade, deixando de lado as demais, embora tenha fracassado rotundamente. Construiu templos a Ísis e Serápis em Roma e um templo do Sol em Itália. Além disso, Diocleciano mostrou uma maior preferência pelos deuses que se encarregavam da segurança de todo o Império, em lugar das divindades locais das províncias. Em África, o ressurgimento de Diocleciano centrar-se-ia em Júpiter, Hércules, Mercúrio, Apolo e no culto imperial. Por seu lado, o culto a Saturno, o Baal-Hammon romano, foi negado. Também na iconografia imperial, Júpiter e Hércules tudo abarcavam. O mesmo padrão de favoritismo também afectou o Egipto; as divindades nativas egípcias não foram reabilitadas, nem a sagrada escritura hieroglífica usada nessa época. A unidade na adoração focava-se nas políticas religiosas dioclecianas.
Diocleciano, tal como os seus antecessores Augusto (r. 27 a.C.–14 d.C.) e Trajano (r. 98–117), designou-se a si próprio como "o restaurador". Assim, deu-se ênfase a que o público fosse testemunha do seu reinado e sistema de governo, a tetrarquia (governo de quatro imperadores), seguindo o modo de renovação dos valores tradicionais romanos e, após o anárquico século III, canalizou os seus esforços num eventual retorno à "idade de ouro de Roma". Sob este conceito, reforçou a preferência romana pelos antigos costumes, e a oposição imperial às sociedades independentes. Entretanto, a postura activista do regime de Diocleciano, tal como a crença do imperador no poder de um governo central com o intuito de exercer uma maior mudança na moral e na sociedade, torná-lo-iam numa personagem invulgar. A maioria dos imperadores anteriores tinha tentado exercer com precaução as suas políticas administrativas, preferindo trabalhar sobre estruturas pré-estabelecidas mais do que as reformular. De forma distinta, Diocleciano não só foi capaz de reformar cada aspecto da vida pública para satisfazer os seus objectivos pessoais, mas também, durante o seu mandato, temáticas como a cunhagem de moedas, a fiscalidade, a arquitectura, o direito e a própria história passaram por um processo radical de reformas, como que reflectindo a sua ideologia tradicionalista e autoritária. Com isto, a modificação da "arreigada moral" do Império, bem como a erradicação das minorias religiosas, passaram a ser apenas o primeiro passo no processo.
A singularidade de cristãos e judeus no império começou a tornar-se cada vez mais evidente. Os judeus, por um lado, tinham conseguido obter uma certa tolerância imperial por causa da antiguidade da sua fé. De qualquer modo, estavam isentos da perseguição de Décio, desfrutando igualmente de total liberdade de culto durante o fustigamento do governo tetrárquico.[Nota f] Em contrapartida, porque a sua fé era nova, e daí desconhecida, além de não estarem identificados de forma típica com o judaísmo dessa época, os cristãos não gozaram de tal privilégio. Por seu lado, os cristãos tinham-se distanciado da herança judaica desde a sua própria concepção.
Na realidade, a perseguição não era a única acção do fervor moralista da tetrarquia. Em 295 fora já por acção de Diocleciano ou do seu César (imperador subordinado) Galério, que se promulgara um édito em Damasco onde se proibiam os casamentos incestuosos, e se afirmava a supremacia das leis romanas sobre os decretos regionais.[Nota g] O seu preâmbulo insiste que é tarefa de cada imperador fazer cumprir os preceitos sagrados das leis romanas, "os deuses imortais por seu lado favorecerão e estarão em paz com Roma... observamos que todos os sujeitos à nossa autoridade produzem uma vida piedosa, religiosa, pacífica e incorrupta em todos os aspectos". Esses princípios, se se lhes desse a sua extensão completa, haveriam de obrigar, logicamente, os imperadores romanos a demonstrar a sua conformidade quanto à religião.

### Apoio público
As comunidades cristãs cresceram rapidamente em diversas regiões do império (especialmente na região oriental), depois de 260, quando Galiano trouxe paz à Igreja. As fontes para calcular a população são insuficientes, embora o historiador e sociólogo Keith Hopkins tenha feito tentadoras estimativas em relação à população cristã no século III. Dentro das suas estimativas, observou que a comunidade cristã cresceu de uma população de 1,1 milhões no ano 250 para 6 milhões em 300, o que representa cerca de 10% da população total do império à data.[Nota h] Os cristãos expandiram-se mesmo nas zonas rurais, onde nunca antes se tinham estabelecido de forma numerosa. Em finais do século III, as igrejas já não eram tão discretas como tinham sido anteriormente nos séculos I e II. Além disso, as igrejas grandes eram agora proeminentes em algumas grandes cidades ao longo do império. Inclusivamente, a igreja em Nicomédia foi edificada sobre uma colina, com vista panorâmica para o palácio imperial. Estas novas igrejas provavelmente não representaram só o crescimento absoluto da população cristã, mas também aumentaram a afluência na comunidade crente.[Nota i] Em algumas zonas onde os cristãos eram influentes, tais como o Norte de África e o Egito, as divindades tradicionais começaram a perder credibilidade.
Não se sabe quanto apoio houve no seio da aristocracia para levar a cabo as perseguições. Depois da paz de Galiano, os cristãos alcançaram grandes cargos no governo romano. O próprio Diocleciano escolheu vários cristãos para destacadas posições governamentais, além do facto de que a sua esposa e a sua filha simpatizavam com a igreja. Houve vários indivíduos que desejavam ser mártires, e muitos dispostos a ignorar qualquer édito persecutório dos imperadores. De facto, sabe-se que Constantino desaprovou as políticas de perseguição. Por outro lado, as classes baixas demonstraram menos entusiasmo pelas perseguições do que tinham mostrado durante as primeiras investidas. Assim, já não criam nas acusações caluniosas que tinham sido tão populares nos primeiros dois séculos.[Nota j] Talvez, como o historiador Timothy Barnes sugere, a Igreja já então tinha sido aceite como parte das suas vidas.
Não obstante, entre os mais altos cargos da administração imperial houve homens que ideologicamente se opunham à tolerância dos cristãos, destacando-se entre eles personalidades como o filósofo Porfírio de Tiro e Sosiano Hiérocles, governador da província da Bitínia. Para E. R. Dodds, os trabalhos destes homens demonstraram "a aliança dos intelectuais pagãos contra o establishment". Por sua vez, Hiérocles pensava que as crenças cristãs eram absurdas. Nas suas próprias palavras, se os cristãos tivessem aplicado os seus princípios conscientemente, então rezariam a Apolónio de Tiana em lugar de Jesus. De facto, os milagres de Apolónio eram muito mais impressionantes e Apolónio nunca teve medo de se autoproclamar "Deus". Além disso, na sua perspectiva, as escrituras estavam cheias de "mentiras e contradições"; Pedro e Paulo tinham propagado apenas falsidades. No início da década de 300, um filósofo anónimo publicou um panfleto atacando os cristãos. Esta personagem, que pôde ter sido provavelmente discípulo do neoplatónico Jâmblico, jantava constantemente na corte imperial. Sabe-se também que Diocleciano estava rodeado de uma pandilha anti-cristã.[Nota k]
Porfírio ver-se-ia restringido em certa medida na sua crítica ao cristianismo, pelo menos nas suas primeiras obras, Sobre o Retorno da Alma e Filosofia dos Oráculos. Havia poucas queixas acerca de Jesus, a quem elogiou como um indivíduo santo e um homem "humilde". Aos seguidores de Cristo, no entanto, criticava de "arrogantes". Por volta de 290, Porfírio escreveu uma obra de quinze volumes intitulada Contra os Cristãos.[Nota l] Aí, expressou a sua comoção pela rápida expansão do cristianismo. Também reviu as suas opiniões anteriores, questionando a exclusão por Jesus da riqueza do Reino dos Céus, e a sua permissividade em relação aos demónios que residem nos corpos dos porcos. Tal como Hiérocles, comparou desfavoravelmente Jesus com Apolónio de Tiana. Para além disso, afirmou que os cristãos blasfemavam ao adorar um ser humano e não o Deus Supremo, criticando, por outro lado, a opção de abandonar o tradicional culto romano. "A que tipo de sanções não submeteríamos justamente os indivíduos", perguntou Porfírio, "que fogem aos costumes dos seus pais?".
Os sacerdotes pagãos também se interessaram pela repressão de todas as ameaças à religião tradicional. O cristão Arnóbio de Sica, que escreveu durante o reinado de Diocleciano, considera as entidades financeiras como abastecedoras de serviços pagãos:
Estes criam que as suas cerimónias tinham sido minimizadas pela presença dos cristãos, de quem se pensava que enevoavam a visão dos oráculos e arúspices e entorpeciam o reconhecimento dos deuses aos seus sacrifícios. Cita-se o caso de Diocleciano estar irritado com a impossibilidade de consultar as entranhas de vítimas de sacrifícios imoladas por arúspices devido à persignação efetuada por alguns assistentes cristãos, tendo determinado que todos os funcionários do palácio devem sacrificar aos deuses de Roma, sob pena de açoite.

## Primeiras perseguições

### Cristãos no exército

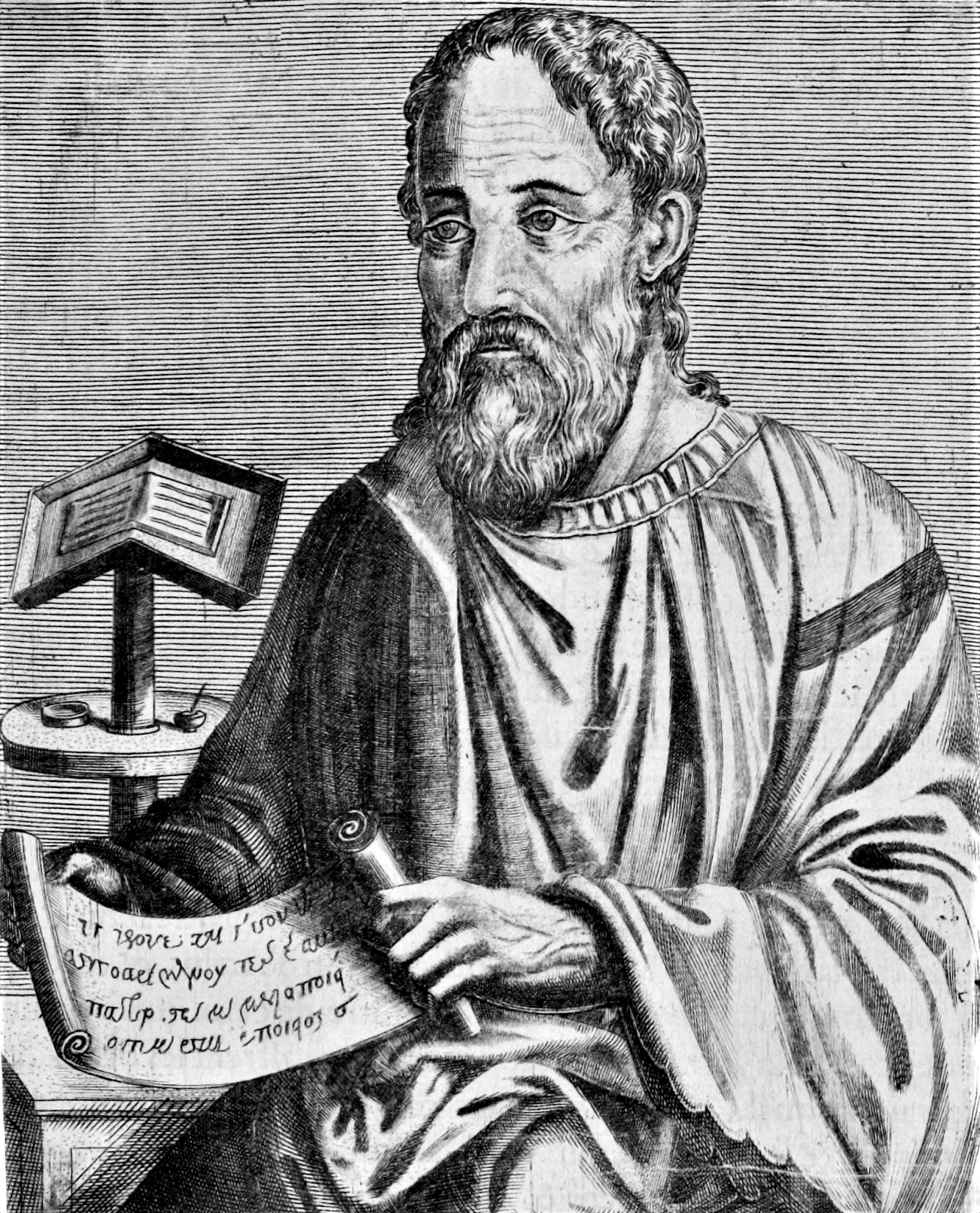
Eusébio de Cesareia, historiador eclesiástico, é fonte de informação privilegiada sobre as perseguições do início do século IV

Quando terminaram as guerras persas em 299, os coimperadores Diocleciano e Galério viajaram da Pérsia para Antioquia. O convertido cristão Lactâncio notou que, em Antioquia e algures em 299, os imperadores realizaram sacrifícios e adivinhações na tentativa de predizer o futuro. Os arúspices, leitores de augúrios em animais sacrificados, foram incapazes de ler os animais, e continuaram a falhar depois de várias tentativas. O mestre arúspice, assim, declarou que esta falha se devia às interrupções no processo causadas por homens profanos. Em relação a isto, observou-se que alguns cristãos na casa imperial tinham realizado o sinal da cruz durante ditas cerimónias, pelo que foram culpados de ter interrompido a adivinhação. Diocleciano, enfurecido por estes acontecimentos, declarou que todos os membros do exército deviam realizar um sacrifício eles mesmos. Junto com Galério enviou cartas aos comandos militares, exigindo que todo o exército realizasse sacrifícios, sob pena de expulsão.[Nota m] Dado que não há notas sobre derramamento de sangue na narrativa de Lactâncio, os cristãos da casa imperial devera ter sobrevivido ao acontecimento.
Eusébio de Cesareia, um historiador eclesiástico contemporâneo, conta uma história semelhante: aos comandantes foi ordenado dar a escolher às suas tropas ou o sacrifício ou a perda de posto. Embora estas condições fossem exigentes — o soldado perderia a sua carreira militar, a sua pensão estatal e as suas poupanças pessoais — pelo menos não eram mortais. Segundo Eusébio, a purga foi um grande êxito, embora o seu texto seja confuso no que toca a alguns aspectos técnicos do acontecimento e à sua caracterização da dimensão geral da apostasia ser ambígua. O historiador também atribui a iniciativa da purga a Galério, em vez de Diocleciano.
Por seu lado, o académico contemporâneo Peter Davies infere que Eusébio se referia ao mesmo acontecimento que Lactâncio, mas, de forma distinta, o primeiro só tinha ouvido falar do acontecimento por rumores públicos, já não saberia nada sobre a discussão suscitada na cerimónia religiosa privada do imperador, à qual Lactâncio tinha tido acesso, e Eusébio não. Devido ao exército de Galério ter sido purgado — Diocleciano tinha deixado o seu em terras egípcias para sufocar a violência contínua —, logicamente os antioquenses tinham acreditado que Galério era o seu instigador. O historiador David Woods é da opinião que Eusébio e Lactâncio se referiam a dois factos completamente distintos; segundo ele, Eusébio descreveu os inícios da purga do exército na Palestina, enquanto Lactâncio narrou os acontecimentos na corte. Woods afirma ainda que a relevante passagem na obra Chronicon, de Eusébio, foi corrompida na sua tradução para latim, dizendo ainda que o texto de Eusébio situou originalmente os inícios da perseguição do exército num forte radicado em Betthoro (hoje Leyun, Jordânia).
Eusébio, Lactâncio, e Constantino coincidem na narração de Galério como impulsionador da purga militar e seu principal beneficiário.[Nota n] Diocleciano, apesar do seu conservadorismo religioso, tinha tendência para ser tolerante com as religiões.[Nota o] Galério era, pelo contrário, um pagão devoto e apaixonado. De acordo com fontes cristãs, era portanto o primordial defensor de tal perseguição. Este último estaria mais disposto a utilizar esta posição para seu próprio benefício político. Sendo o imperador de menor nível, Galério era sempre era listado em último em documentos imperiais. De facto, não foi senão com a conclusão da guerra persa em 299 que teve o seu próprio palácio principal. Lactâncio menciona que Galério estava ansioso por alcançar um nível mais alto na hierarquia imperial. A mãe de Galério, Rómula, era uma feroz anticristã, pois tinha sido uma sacerdotisa pagã na Dácia e odiava os cristãos porque estes evitavam os seus festivais. Prestigiado e influente após as vitórias na guerra persa, Galério poderia ter desejado compensar uma humilhação anterior que teve em Antioquia, quando Diocleciano o obrigou a caminhar na parte da frente da caravana imperial, em vez de se unir internamente a ela. O seu ressentimento passou a alimentar um descontentamento com as políticas oficiais de tolerância; desde 302, provavelmente terá instado Diocleciano a promulgar uma lei geral contra os cristãos. Como Diocleciano estava rodeado por um grupo de conselheiros anticristãos, tais sugestões devem ter tido maior interesse.

### Perseguição maniqueísta
Houve acalmia depois da perseguição inicial. Durante os três anos que se seguiram, Diocleciano permaneceu em Antioquia. Uma vez visitou o Egipto, durante o inverno de 301-302, e deu início à doação pública de cereais aos pobres de Alexandria. No Egipto, alguns maniqueístas, seguidores do profeta Manes, foram denunciados na presença do pró-cônsul para a África. Em 31 de março de 302, num rescrito em Alexandria, Diocleciano, depois de consultar o pró-cônsul do Egipto, ordenou que se queimassem vivos os líderes maniqueístas juntamente com as suas escrituras. Foi a primeira vez que uma perseguição imperial ordenou a destruição de textos sagrados. Os maniqueístas de baixo estatuto social deviam ser executados; os maniqueístas de estatuto social alto deviam ser enviados para trabalhar nas pedreiras da ilha do Proconeso (atual Mármara, na Turquia) ou nas minas de Feno. Toda a propriedade de maniqueístas devia ser arrestada e depositada no tesouro imperial.
Diocleciano encontrou muito que o ofendia na religião maniqueísta. A sua defesa dos cultos romanos tradicionais levou-o a utilizar a linguagem do fervor religioso. O pró-cônsul da África enviou a Diocleciano um inquérito sobre os maniqueístas. Em finais de março de 302, Diocleciano respondeu: os maniqueístas "estabeleceram seitas novas e das quais nunca antes se tinha ouvido em oposição aos credos antigos para poder expulsar as doutrinas que nos foram sendo concedidas no passado por favor divino, para o benefício da sua própria depravada doutrina". E continua: "...o nosso receio é que com o passar do tempo, eles devorarão... infectarão... o nosso império por completo... como o veneno de uma serpente maligna". "As religiões antigas não devem ser criticadas pelas novas e de última moda", escreveu. Os cristãos do império eram susceptíveis a ter a mesma linha de pensamento.

### Diocleciano e Galério, 302–303

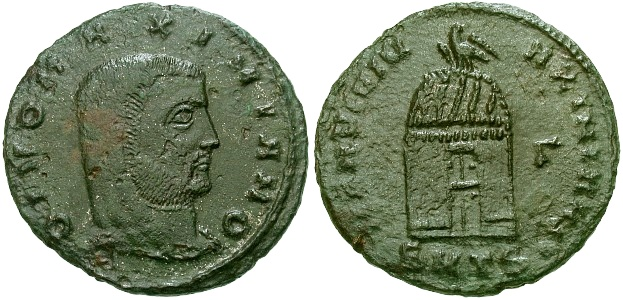
Fólis de Galério r.

Diocleciano esteve em Antioquia no outono de 302, quando a instância seguinte da perseguição se passou. O diácono Romão de Antioquia visitou a corte enquanto eram feitos sacrifícios preliminares e interrompeu a cerimónia, denunciando o acto em voz alta. Foi preso e condenado à fogueira, mas Diocleciano revogou a decisão, ordenando que se lhe cortasse a língua para que não continuasse a exortar à conversão dos pagãos. Romão foi executado em 17 de novembro de 303. A audácia deste cristão desagradou a Diocleciano, e este saiu da cidade para ir a Nicomédia passar o inverno, acompanhado de Galério. Segundo Lactâncio, Diocleciano e Galério entraram em debate sobre a política imperial que deveria ser tomada em relação aos cristãos, quando se encontravam em Nicomédia em 302. Diocleciano argumentou que vetar os cristãos da burocracia e do exército bastaria para apaziguar os deuses, enquanto Galério defendeu o seu extermínio.  Ambos trataram de resolver esta diferença mediante o envio de um mensageiro para consultar o oráculo de Apolo em Dídimos. Porfírio também poderá ter estado presente nesta reunião. Ao regressar, o mensageiro disse na corte que "os justos na terra" impediram Apolo de falar. Diocleciano foi informado por membros da corte, que os "justos" se referia aos cristãos do império. Por pressão da sua corte, Diocleciano aderiu às solicitações de uma perseguição universal.

## Grande perseguição

### Primeiro édito
Em 23 (ou 24) de fevereiro de 303 Diocleciano ordenou que a igreja cristã recentemente construída em Nicomédia fosse arrasada, as escrituras queimadas e apoderou-se dos seus tesouros. O dia 23 de fevereiro era a festa da Terminália, em honra a Término, deus das fronteiras. Os imperadores pensaram que era apropriado: seria o dia em que terminaria o cristianismo. No dia seguinte Diocleciano publicou o "Édito contra os cristãos".[Nota o] Os objectivos principais deste édito eram, como já tinham sido durante a perseguição de Valeriano, a propriedade cristã e o clero. O decreto ordenava a destruição das escrituras cristãs, dos livros litúrgicos, e dos lugares de culto em todo o império,[Nota p] e ainda a proibição de fazer construções para o culto. Além disso, estavam os cristãos privados do direito de petição junto dos tribunais, tornando-os alvos potenciais de tortura judicial; Os cristãos não podiam responder às acções interpostas contra si em tribunal; Os senadores, equestres, decuriões, veteranos e soldados cristãos foram privados dos seus postos, e os cidadãos imperiais foram reescravizados.
Diocleciano pediu que o édito se exercesse "sem derramamento de sangue", contra as exigências de Galério de que todos os que recusassem o sacrifício deviam ser queimados vivos. Apesar do pedido de Diocleciano, os juízes locais aplicavam muitas execuções durante a perseguição, e a pena de morte era um dos seus poderes discricionários. A recomendação de Galério — execução na fogueira — tornou-se num método comum de execução dos cristãos no Oriente. Depois de o édito ter sido publicado em Nicomédia, um homem chamado Eurius  arrancou-o e rasgou-o, gritando "aqui estão os teus triunfos góticos e sármatas". Foi preso por traição, torturado e queimado vivo pouco depois, convertendo-se no primeiro mártir do édito.[Nota q] As medidas do édito foram conhecidas e impostas na Palestina em março ou abril (mesmo antes da Páscoa), e o édito foi usado pelos oficiais locais no Norte de África entre maio e junho. O primeiro mártir em Cesareia Marítima foi executado em 7 de junho; O édito entrou em vigor em Creta a partir de 19 de maio. O primeiro édito foi o único édito legalmente obrigatório no Ocidente. No Oriente, desenvolveu-se progressivamente legislação mais rigorosa.

### Segundo, terceiro e quarto éditos
No verão de 303, seguindo uma série de rebeliões em Melitene e Síria, um segundo édito foi publicado, ordenando o arresto e encarceramento de todos os bispos e sacerdotes. Na opinião do historiador Roger Rees, não era logicamente necessário este segundo édito de Diocleciano, indicando que o primeiro édito era inconsistente, ou que não funcionava tão rapidamente quanto era preciso. Depois da publicação do segundo decreto, as prisões ficaram cheias — o sistema penitenciário subdesenvolvido da época não podia manter  tantos diáconos, leitores, sacerdotes, bispos e exorcistas. Eusébio de Cesareia escreve que o decreto produziu o encarceramento de muitos sacerdotes e que os criminosos comuns ficaram muito "apertados", e tiveram de os libertar.
Antecipando o vigésimo aniversário do seu reinado em 20 de novembro de 303, Diocleciano declarou uma amnistia geral através de um terceiro édito. Qualquer membro do clero podia ser liberto, desde que concordasse em sacrificar aos deuses Diocleciano poderá ter querido uma boa imagem para a sua legislação, ou também querido abalar a comunidade cristã ao publicitar as apostasias do clero. A exigência de sacrificar era inaceitável para muitos dos aprisionados, mas os guardas obtinham por vezes consentimentos tácitos em tais práticas. Alguns acediam, outros só após serem torturados. Eusébio, no seu Mártires da Palestina, recorda o caso de um homem que após ser conduzido a um altar, completou com as mãos presas uma oferenda de sacrifício, tendo sido rapidamente solto. Outros afirmaram ter sacrificado quando nada tinham feito.
Em 304, o quarto édito ordenava que todas as pessoas, sejam homens, mulheres ou crianças, que se reunissem em lugar público e oferecessem um sacrifício colectivo. Se recusassem, seriam executados. A data precisa do édito é desconhecida, mas terá provavelmente sido emitido em janeiro ou fevereiro de 304, e foi aplicado nos Balcãs em março. O édito foi válido em Tessalónica em abril de 304, e na Palestina pouco depois. Não entrou em vigor, porém, em todos os domínios de Maximiano e Constâncio Cloro (r. 293–306), tendo no Oriente sido aplicado até ao Édito de Milão de Constantino e Licínio, em 313.

### Abdicações, instabilidade, e tolerância renovada, 305–311
Diocleciano e Maximiano resignaram em 1 de maio de 305. Constâncio e Galério tornaram-se Augustos e dois novos imperadores, Valério Severo (r. 305–307) e Maximino Daia (r. 305–313), tornaram-se Césares. Segundo Lactâncio, Galério obrigou Diocleciano a comprometer-se com estas matérias, e assegurou a nomeação de amigos seus para o governo imperial. Nesta "segunda tetrarquia", parece que apenas os imperadores orientais Galério e Maximino continuaram com perseguições. À medida que iam deixando o poder, Diocleciano e Maximiano provavelmente supuseram que a Cristandade estaria nos seus últimos fôlegos. As igrejas estavam destruídas, as chefias e hierarquias eliminadas, e o exército e função pública tinham sido purgados. Eusébio afirma que os apóstatas da fé eram "incontáveis" (μυρίοι). A nova tetrarquia parecia inicialmente ainda mais forte que a anterior. Maximino, em particular, era um ávido perseguidor. Em 306 e 309 publicou os seus próprios éditos exigindo sacrifício universal. Eusébio acusou ainda Galério de pressionar a perseguição.
Todavia, no Ocidente, a tetrarquia não viu cumprida a sua vontade. Constantino, filho de Constâncio, e Magêncio, filho de Maximiano, tinham sido ultrapassados na sucessão de Diocleciano. Constantino, contra a vontade de Galério, sucedeu ao seu pai em 25 de julho de 306. Terminou de imediato todas as perseguições e restituiu aos cristãos o que haviam perdido. Esta declaração deu a Constantino a oportunidade de se mostrar como libertador dos cristãos oprimidos. Magêncio, entretanto, tomou o poder em Roma em 28 de outubro de 306, e também concedeu aos cristãos ampla tolerância. Galério tentou duas vezes destronar Magêncio, mas falhou ambas. Durante a primeira campanha contra Magêncio, Severo foi capturado, aprisionado e executado.

### A Paz de Galério e o Édito de Milão, 311–313
No Oriente, a perseguição foi oficialmente terminada em 30 de abril de 311, embora martírios em Gaza tenham ocorrido até 4 dias depois. Galério, no seu leito de morte, emitiu uma proclamação para terminar as hostilidades, e deu aos cristãos o direito de viver legalmente livres e de se reunirem pacificamente. A perseguição acabara. Lactâncio guardou o texto em latim deste pronunciamento, descrevendo-o como édito. Eusébio fez uma tradução para grego, em que a sua versão inclui títulos imperiais e é dirigida aos administradores provinciais, sugerindo que a proclamação foi efectivamente uma carta imperial. O documento parece ter sido promulgado apenas nas províncias de Galério.
Entre todos os procedimentos que fazemos sempre para benefício e utilidade do estado, desejamos em diante reparar todas as coisas de acordo com as leis e a disciplina pública dos romanos, e garantir que mesmo os cristãos, que abandonaram a prática dos seus ancentrais, devem regressar ao bom senso. De facto, por alguma razão, tal auto-indulgência e idiotice tomaram esses cristãos, que não seguem as práticas dos antigos, que os seus antepassados terão talvez instituído, mas de acordo com a sua livre vontade e como para lhes agradar, fizeram leis para si mesmos, que observam, e reúnem vários povos de áreas diversas. Então, quando a nossa ordem foi emitida afirmando que deviam regressar às práticas dos antigos, muitos sujeitaram-se ao perigo, e muitos foram mesmo mortos. Muitos mais perseveraram no seu modo de vida, e vimos que não prestavam devoção e culto próprio aos deuses, ou ao deus dos cristãos. Considerando a observação da nossa clemência e hábito eterno, pelo qual estamos acostumados a conceder clemência a todos, decidimos estender a nossa mais rápida indulgência também a estas pessoas, de modo a que os cristãos possam estabelecer os seus locais de reunião, desde que não ajam de forma desordeira. Estamos quase a enviar outra carta aos oficiais pormenorizando as condições que deverão observar. Consequentemente, de acordo com a nossa indulgência, deverão orar ao sue deus pela nossa saúde e pela segurança do estado, de forma a que o estado esteja seguro por todos os lados, e poderão viver em segurança nas suas próprias casas.
 As palavras de Galério reforçam a base teológica da tetrarquia para a perseguição; os actos nada fizeram além de tentar impor práticas civis e religiosas, mesmo se os éditos eram profundamente não tradicionais. Galério nada faz para violar o espírito da perseguição — os cristãos são ainda admoestados pelo seu inconformismo e práticas insensatas—Galério nunca admite que fez algo errado. A admissão de que o deus dos cristãos poderá existir é feita de má vontade. Alguns historiadores do início do século XX afirmaram que o édito de Galério anulou definitivamente a antiga "fórmula legal" non licet esse Christianos, tornando o cristianismo uma religio licita, "a par do judaísmo", e assegurando a propriedade aos cristãos, entre outras coisas.
Nem todos são tão entusiásticos. O historiador da Igreja Tillemont, do século XVII, qualificou o édito de "insignificante"; de forma similar, o historiador do século XX Timothy Barnes afirmou que "a novidade ou importância da medida [de Galério] não deve ser sobre-estimada". Barnes nota que as leis de Galério só trouxeram direitos aos cristãos do Oriente que já existiam em Itália e África. Mais ainda: na Gália, Hispânia e Bretanha, os cristãos tinham muito mais direitos do que os que Galério oferecia aos cristãos orientais. Outros historiadores do século XX, como Graeme Clark e David S. Potter, defendem que para toda a sua cobertura, a emissão do édito de Galério foi um marco nas histórias do cristianismo e do Império Romano.
A lei de Galério não esteve em vigor muito tempo na área dominada por Maximino. Só sete meses depois da proclamação, Maximino retomou a perseguição. Esta perseguição continuaria até 313 nessa área, pouco antes da morte de Maximino. Num encontro entre Licínio e Constantino em Milão em fevereiro de 313, os dois imperadores redigiram os termos de uma paz universal, que foram publicitados pelo vitorioso Licínio em Nicomédia em 13 de junho de 313. O documento seria posteriormente denominado "Édito de Milão", apesar de não ser um édito, e sim uma carta, pois contem um destinatário. A versão do documento guardada por Lactâncio (De Mortibus Persecutorum 48.2–12) é uma carta ao governador da Bitínia, e supostamente emitida em Nicomédia após Licínio ter tomado a cidade a Maximino. A versão de Eusébio (Historia Ecclesiastica 10.5.2–14) é provavelmente uma cópia enviada ao governador da Palestina e emitida em Cesareia.
Pensamos que é adequado entregar essas coisas inteiramente aos vossos cuidados, para que saibais que temos dado aos cristãos a livre e irrestrita oportunidade de culto religioso. Quando virem que esta lhes foi concedida por nós, o seu culto vai saber que nós também concedemos a outras religiões o direito de seguir aberta e livremente a sua adoração pela paz dos nossos tempos, que cada um possa ter a oportunidade de liberdade de culto que lhe agrade; este regulamento é feito para que não possa parecer depreciar qualquer dignidade ou religião.

## Variação entre regiões
A aplicação dos éditos persecutórios foi inconsistente. Uma vez que os tetrarcas eram mais ou menos soberanos nos seus territórios, tinham grande controlo sobre a política de perseguições. Nos domínios de Constâncio (Britânia e Gália) a perseguição foi apenas aplicada sem grande ênfase; nos domínios de Maximiano (Itália e África, Hispânia), foi firmemente aplicada; e no Oriente, sob Diocleciano (Capadócia, Síria, Palestina e Egito) e Galério (Grécia e Balcãs), foram executadas com mais fervor que nas restantes regiões e províncias. Para as províncias orientais, Peter Davies calculou o número total de ações de martírio para um artigo na revista científica The Journal of Theological Studies. Davies afirmou que os números, embora assentes em recolhas de acta que eram incompletas e apenas parcialmente fidedignas, apontavam para uma perseguição mais severa sob Diocleciano do que sob Galério. O historiador Simon Corcoran, num trecho sob as origens dos primeiros éditos persecutórios, criticou Davies pela sua exagerada confiança nestes "duvidosos atos de martírio" e duvidou das suas conclusões.

## Legado
A perseguição de Diocleciano acabou por se tornar fracassada. Tal como um historiador moderno afirmou, foi simplesmente "muito pequena e muito tardia". Os cristãos nunca foram sistematicamente purgados em nenhuma parte do império, e a evasão cristã continuamente contornava as imposições dos éditos. Alguns subornaram a sua liberdade. Um cristão chamado Copres escapou devido a um pormenor técnico: para evitar sacrificar em julgamento, deu ao seu irmão o poder de o representar, e este fê-lo. Outros simplesmente fugiram. Eusébio, na sua Vida de Constantino, afirma que "mais uma vez campos e florestas receberam os adoradores de Deus". Para os teólogos contemporâneos, não havia pecado nesta atitude. Lactâncio sustenta que o próprio Cristo o havia encorajado, e o bispo Pedro de Alexandria citou o «Quando vos perseguirem numa cidade, fugi para outra» (Mateus 10:23)).
Os pagãos eram também menos favoráveis aos sofrimentos dos cristãos do que haviam sido anteriormente. Lactâncio, Eusébio e Constantino escreveram sobre remorsos por excessos dos perseguidores — Constantino fala de "preocupações, e aversão pelas crueldades" que cometeram. A força moral dos mártires face à morte mereceu a respeitabilidade à fé no passado, embora tenha um saldo de poucas conversões. O pensamento do martírio, porém, alentava os cristãos em julgamento ou prisão, fortalecendo a sua fé. Com a promessa da vida eterna, o martírio era sedutor para o segmento crescente da população que estava, para citar Dodds, "apaixonada pela morte". Segundo a famosa frase de Tertuliano, o sangue dos mártires era a semente da Igreja. Um exemplo é a epístola escrita por Inácio de Antioquia, desejando o martírio:
Escrevo a todas as Igrejas e a todas inculco que de bom grado morrerei por Deus, a não ser que vós mo impeçais. Suplico-vos, não mostreis uma boa vontade exagerada comigo. Permiti-me ser pasto de feras selvagens, pois através delas ser-me-á permitido chegar a Deus. Sou o trigo de Deus e serei moído pelos dentes das feras selvagens, para que possa ser tido como o puro pão de Cristo [...] Rogai por mim a Cristo para que, por estes instrumentos, possa eu ser oferecido em sacrifício a Deus.
Em 324, Constantino, já convertido cristão, regia sozinho todo o império e o cristianismo foi o grande beneficiado da generosidade imperial. Os perseguidores tinham já sido derrotados. O historiador J. Liebeschuetz escreveu: "O resultado final da Grande Perseguição foi um testemunho da verdade do cristianismo, que não poderia ter conseguido de outro modo". Depois de Constantino, a cristianização do Império Romano progrediu rapidamente. Sob Teodósio I (r. 378–395), tornou-se religião de estado. No século V, era a fé dominante no império, e preenchia o mesmo papel que o paganismo tivera outrora, no final do século III. Por causa da perseguição, porém, certas comunidades cristãs estavam divididas entre as que tinham pactuado com as autoridades imperiais (traditores) e as que resistiram. Na província de África, os donatistas, que recusaram a eleição do alegado traditor Ceciliano para o bispado de Cartago, continuaram a resistir às autoridades centrais da Igreja até depois de 411. Os melicianos no Egito deixaram a Igreja Egípcia igualmente dividida.
Em gerações futuras, tanto cristãos como pagãos viram Diocleciano, segundo afirma o teólogo britânico Henry Chadwick, "a incorporação da ferocidade irracional". Para os cristãos da Idade Média, Diocleciano foi o mais odioso dos imperadores romanos. A partir do século IV, os cristãos descreveram a "Grande" Perseguição do reinado de Diocleciano como um banho de sangue. O Liber Pontificalis, uma coleção de biografias de Papas, afirma a existência de 17 000 mártires num só mês. No século IV, os cristãos criaram um "culto dos mártires" em homenagem aos caídos pela fé. Para Geoffrey de Sainte Croix, os hagiógrafos retrataram a perseguição exagerando o que realmente terá acontecido, já que os cristãos responsáveis por este culto ignorariam certos factos. A "era heroica" ou "Era dos Mártires", foi marcada como coincidindo com a ascensão de Diocleciano a imperador em 284, em vez de 303, quando as grandes perseguições começaram na realidade; terão fabricado um grande número de lendas de martírios (de facto, a maior parte das lendas de mártires que chegaram até hoje são falsas), e enchendo as narrativas com milagres. Dos relatos de martírios, só os de [Inês de Roma]], Sebastião de Narbona (este martirizado ainda no século III), Félix e Adauto, e Marcelino e Pedro são remotamente históricos. Estas tradições foram questionadas primeiramente no iluminismo, quando Henry Dodwell, Voltaire, e sobretudo Edward Gibbon questionaram as narrativas tradicionais sobre os mártires cristãos.
No capítulo final do primeiro volume da sua obra A História do Declínio e Queda do Império Romano (1776), Gibbon afirma que os cristãos exageraram a escala das perseguições sofridas.
Após a Igreja ter triunfado sobre todos os seus inimigos, o interesse e a vaidade dos cativos levou-os a ampliar o mérito do seu sofrimento próprio. Uma conveniente distância temporal e geográfica forneceu um âmbito para o avanço da ficção; e as frequentes instâncias que poderão ser alegadas aos santos mártires, cujas feridas foram instantaneamente saradas, cuja força era renovada, e cujos membros amputados foram miraculosamente recuperados, eram extremamente convenientes para remover qualquer dificuldade, e para silenciar qualquer objeção. As mais extravagantes lendas, que levavam ao louvor à Igreja, eram aplaudidas por multidões incrédulas, apoiadas pelo poder clerical, e atestadas pelas provas suspeitas da história eclesial.
Ao longo da sua história, Gibbon afirma que a Igreja primitiva subvertia as virtudes tradicionais romanas, e assim prejudicava a estabilidade da sociedade civil. Alguns contemporâneos de Gibbon ficaram desagradados com as tendências anti-religiosas da sua obra, e atacaram-no pela escrita. O académico clássico contemporâneo Richard Porson escarneceu de Gibbon, escrevendo que a sua humanidade nunca dormia, "a não ser quando as mulheres eram violadas, ou os cristãos perseguidos".
Porém, historiadores mais recentes levaram as posições de Gibbon ainda mais longe, como o marxista Geoffrey de Sainte Croix em 1954, quando afirmou "A chamada Grande Perseguição foi exagerada na tradição cristã a um nível que nem mesmo Gibbon pôde apreciar por inteiro". Em 1972, O historiador eclesiástico Hermann Dörries ficou embaraçado por admitir aos seus colegas que as suas simpatias estavam com os cristãos e não com os seus perseguidores. W.H.C. Frend estima que 3 000 a 3 500 cristãos foram mortos na perseguição. Embora o número de histórias verdadeiras de mártires tenha caído, e as estimativas do total de vítimas tenham sido reduzidas, alguns investigadores modernos são menos cépticos que Gibbon em relação à gravidade da perseguição. Como afirmou o autor Stephen Williams em 1985, "mesmo deixando uma margem para a imaginação, o que resta é suficientemente terrível. Ao contrário de Gibbon, vivemos numa era que experimentou coisas semelhantes, e sabe-se quão doentio é o sorriso civilizado de incredulidade sobre tais relatos. As coisas podem ser, e foram, tão más quanto a nossa pior imaginação conceba".

## Algumas vítimas da perseguição
As vítimas da perseguição são veneradas como mártires, a exemplo:
- Cosme e Damião († 303)
- Engrácia de Saragoça († 303 ou 304)
- Erasmo de Formia († 303)
- Romão de Antioquia († c. 303)
- Expedito de Melitene († 303)
- Vítor de Marselha († 303 ou 304)
- Eulália de Mérida († 304)
- Lúcia de Siracusa († 304)
- Papa Marcelino († 304)
- Pancrácio de Roma († 304)
- Jorge da Capadócia († 303)
- Vicente  de Saragoça († c. 304)
- Pantaleão de Nicomédia († 303)
- Sebastião de Narbona († 286)
- Inês de Roma († 304)
- Doroteia de Cesareia († 304)
- Margarida de Antioquia (+ 304)
- Vicente, Orôncio e Vítor (+ 305)
- Bárbara de Nicomedia (+ 306)
- Eulália de Barcelona (+ 304)